# Seznam zvířat prezidentů Spojených států amerických

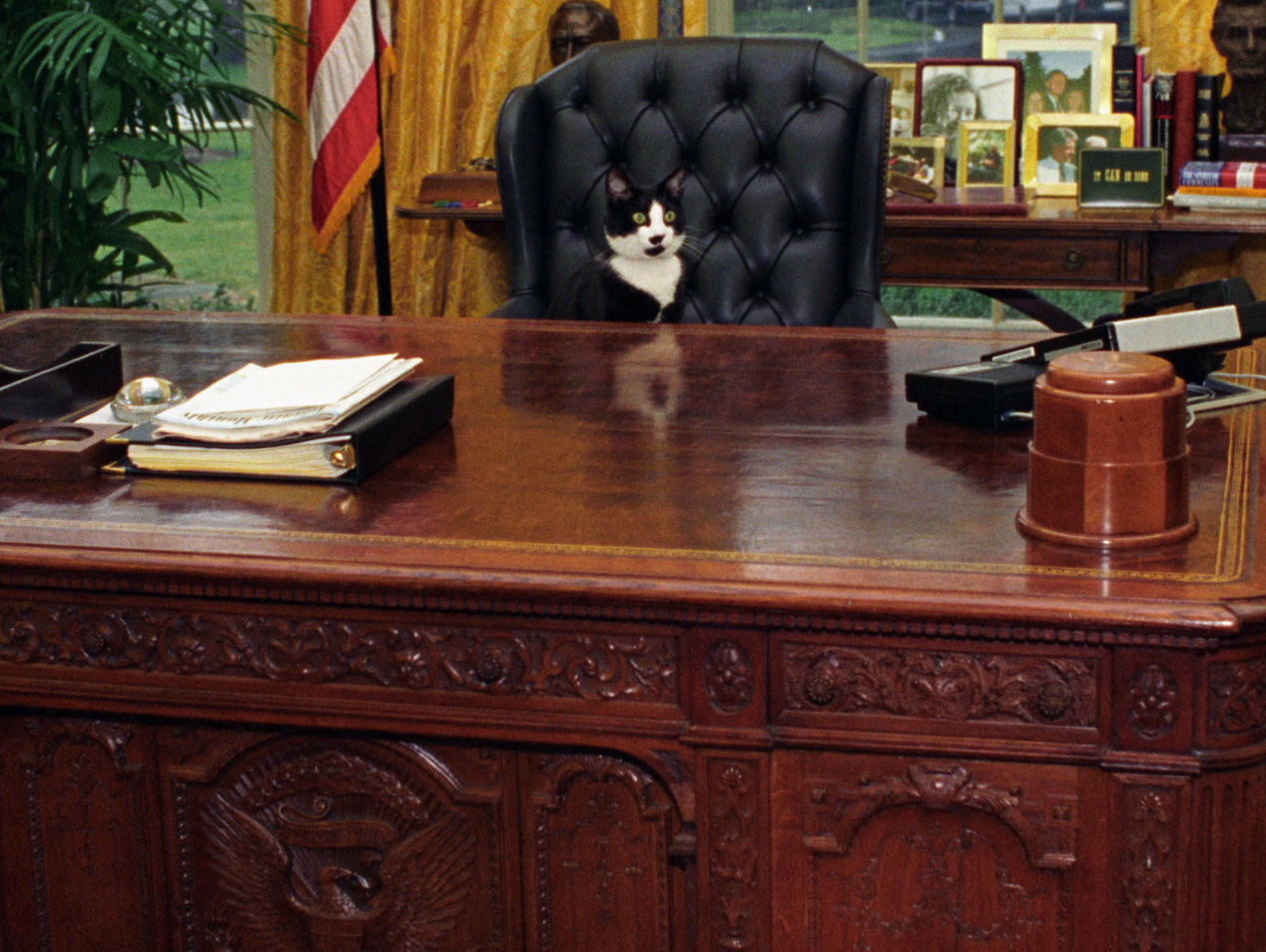
Kocour Socks rodiny Clintonových za stolem v Oválné pracovně

Většina prezidentů Spojených států nebo jejich rodin měla v Bílém domě během jejich setrvání v úřadu domácího mazlíčka. Výjimkami jsou James K. Polk, Andrew Johnson a Donald Trump, naopak Theodore Roosevelt, Calvin Coolidge nebo John Fitzgerald Kennedy měli celou řadu různých zvířat.

## Seznam
Kromě běžných domácích mazlíčků tento seznam obsahuje také hospodářská zvířata, která byla silně spjata s prezidenty či jejich rodinami. Prezidenti také často dostávají exotická zvířata darem od zahraničích hlav států, tato ale bývají obratem přeposílána do zoologických zahrad.
| Prezident                               | Zvířata |
| --------------------------------------- | --- |
| George Washington (1789–1797)           | - Sweetlips, Scentwell, Vulcan a několik dalších – američtí foxhoundi. Washington byl vášnivý šlechtitel tohoto plemene, které nazýval „Virginia Hounds“ - Drunkard, Taster, Tipler, a Tipsy – black and tan coonhoundi - Royal Gift – andaluský osel, darovaný králem Karlem III. Španělským - Nelson (1763–1790) a Blueskin – Washingtonovi váleční koně - Snipe či Polly – papoušek první dámy Marthy Washingtonové - Cornwallis – greyhound pojmenovaný po markýzu Cornwallisovi - Samson, Steady, Leonidas, Traveller a Magnolia – hřebci |
| John Adams (1797–1801)                  | - Juno, Mark, a Satan – psi neznámého plemene - Cleopatra a Caesar – koně |
| Thomas Jefferson (1801–1809)            | - Dick – pták rodu Mimus (drozdec), nejoblíbenější z několika drozdců, které Jefferson v úřadu měl - Bergère a Grizzle – ovčáčtí psi z Francie, snad briardi - dvě medvíďata grizzly (samec a samice), dar od kapitána Zebulona Pikea. Jefferson shledal starání se o ně obtížným až nebezpečným, a proto je předal Charlesi Willsonu Pealeovi pro jeho muzeum ve Filadelfii - Caractacus – kůň, Potomek Jeffersonovy klisny Allycroker a anglického plnokrevníka, pojmenovaný po králi Caratacusovi |
| James Madison (1809–1817)               | - Polly – papoušek, který přežil Jamese i Dolley Madisonovi |
| James Monroe (1817–1825)                | - španěl neznámého jména nejmladší dcery Marii |
| John Quincy Adams (1825–1829)           | - housenky bource morušového, jejíž hedvábí spřádala první dáma Louisa Adamsová - dobové zdroje o ničem takovém nevypovídají, ale traduje se, že Adams choval dva měsíce v salónku East Room aligátora, kterého si Gilbert du Motier, markýz de La Fayette odvezl do Francie |
| Andrew Jackson (1829–1837)              | - Polly – papoušek šedý, který se naučil klít, kvůli čemuž měl být později vykázán z Jacksonova pohřbu - několik bojovných kohoutů - Bolivia, Emily, Lady Nashville, Sam Patch, a Truxton – koně |
| Martin Van Buren (1837–1841)            | - dvě tygří mláďata, která mu měl věnovat Saíd bin Sultán a která měla být pod nátlakem kongresu předána zoo. Byť sultán opravdu Van Burenovi poslal dar, nešlo o tygry ale o dva koně, koberec a další běžnější předměty a příběh o tygrech vznikl nedorozuměním |
| William Henry Harrison (1841)           | - Sukey – krátkorohá kráva - koza |
| John Tyler (1841–1845)                  | - Le Beau – italský chrtík - Johnny Ty – kanár Tylerovy druhé manželky Julie - The General – kůň |
| James K. Polk (1845–1849)               | žádná zvířata |
| Zachary Taylor (1849–1850)              | - Old Whitey – Taylorův válečný kůň - Apollo – pony vycvičený v cirkusu, dar pro Taylorovu dceru Betty |
| Millard Fillmore (1850–1853)            | - Mason a Dixon – poníci |
| Franklin Pierce (1853–1857)             | - nejméně dva japan-chini, součástí daru z obchodně-válečné mise Matthewa Perryho, která pod hrozbou palby otevřela japonské přístavy světu - několik ptáků z Japonska |
| James Buchanan (1857–1861)              | - Lara – novofundlandský pes - Punch – anglický toy teriér - neznámý druh orla |
| Abraham Lincoln (1861–1865)             | - Nanny a Nanko – kozy - Jack – krocan, který měl být součástí štědrovečerní večeře a na prosbu syna Thomase byl ušetřen - Fido (asi 1851 – 1865) – voříšek, kterého několik měsíců po atentátu na Lincolna bodl opilý muž, když k němu Fido přiběhl a opřel o něj přední tlapy. Jméno „Fido“ se podle něj stalo oblíbeným jménem pro psy - Jip – pes - Tabby a Dixie – kočky. O Dixie jednou Lincoln prohlásil, že je chytřejší než celá jeho vláda - králík - Old Bob – jízdní kůň, kterého po svém zvolení v roce 1860 Lincoln prodal, ale který se účastnil jeho smutečního průvodu |
| Andrew Johnson (1865–1869)              | Johnson krmíval bílé myši, které žily v jeho ložnici, kromě toho žádná zvířata neměl |
| Ulysses S. Grant (1869–1877)            | - Butcher's Boy, Cincinnati, Egypt, Jeff Davis (válečný kůň), Jennie, Julia, Mary, a St. Louis – koně. Grant pořídil Butcher's Boye od řezníka, kterému tahal vůz, poté, co s ním prohrál neplánovaný závod ulicemi Washingtonu, D.C. a Cincinnati byl anglický plnokrevník, jehož otec byl považován za nejrychlejšího koně v Americe - Billy Button a Reb – poníci - Faithful – novofundlandský pes - Rosie – pes |
| Rutherford B. Hayes (1877–1881)         | - Dot – kokršpaněl - Hector – novofundlandský pes - Duke – anglický mastif - Grim – greyhound - Otis – knírač malý - Juno a Shep – lovečtí psi - Jet – pes - Piccolomini – kočka - Siam – první doložená siamská kočka ve Spojených státech - Miss Pussy – siamská kočka |
| James A. Garfield (1881)                | - Kit– kůň - Veto – pes |
| Chester A. Arthur (1881–1885)           | - králík - tři koně |
| Grover Cleveland (1885–1889, 1893–1897) | - Hector – pudl - několik ptáků rodu Mimus (drozdec) - tři jezevčíci - Gallagher kokršpaněl |
| Benjamin Harrison (1889–1893)           | - Old Whiskers – koza, která pravděpodobně patřila Russellu Harrisonovi a v Bílém domě byla pro vnoučata Benjamina Harrisona - Dash – kolie - Mr. Reciprocity a Mr. Protection – vačice virginské, pojmenované podle dvou hlavních bodů dlouhodobého programu Republikánské strany - podle článku z roku 1890 měl Harrsion chovat ve skleníků dva aligátory |
| William McKinley (1897–1901)            | - Washington Post, „Loretta“– papoušek amazoňan zlatohlavý, který se naučil pískat melodii Yankee Doodle - Valeriano Weyler a Enrique DeLome – turecké angory pojmenované podle španělského generála a španělského velvyslance - několik kohoutů |
| Theodore Roosevelt (1901–1909)          | - Admiral Dewey, Bishop Doane, Dr. Johnson, Father O'Grady a Fighting Bob Evans – morčata - Algonquin – Shetlandský pony, oblíbené zvíře syna Archieho - Baron Spreckle – slepice - Bill the Lizard – ještěr neznámého druhu, dovezený z Kalifornie. pravděpodobně pojmenovaný podle Billa z Carrollovy Alenky v říši divů, v českém překladu „ještěrka Vaněk“ - Blackjack – manchester teriér - Eli Yale – ara hyacintový pojmenovaný podle Elihu Yalea - Emily Spinach – had rodu Thamnophis, pojmenován dcerou Alice, protože „je zelený jako špenát a štíhlý jako teta Emily“ - Fedelity – pony - Gem a Susan – psi - Jack and Pete – teriéři, Pete musel z Bílého domu pryč kvůli kousání - Jonathan Edwards – malý medvěd baribal ze Západní Virginie, pojmenovaný po předku paní Rooseveltové Jonathanu Edwardsovi, který byl po nějakém čase přesunut do Bronx Zoo - Jonathan – krysa - Josiah – jezevec, kterého Roosevelt pořídil jako mládě v Kansasu během cesty vlakem po západě Spojených států - Manchu – pekinéz - Maude – prase - Peter Rabbit – králík, kteremu se dostalo „státního“ pohřbu - Rollo – bernardýn - Skip – voříšek - Sailor Boy – chesapeake Bay retrívr - Tom Quartz a Slippers – kočky, Tom Quartz byl pojmenován podle kočky z Twainova díla - Bill – hyena skvrnitá, dar od etiopského císaře Menelika II. - Fierce – jednonohý kohout                                                                |
| William Howard Taft (1909–1913)         | - Mooly Wooly a Pauline Wayne – krávy, „Miss Wayne“ byla holštýnská kráva, která se dostala do tisku poté, co na dva dny zmizela - Caruso – bílý pes, kterého měl Taftově dceři Helen darovat po vystoupení v Bílém domě operní pevěc Enrico Caruso, protože se domníval, že krávy nejsou vhodným mazlíčkem pro mladou slečnu |
| Woodrow Wilson (1913–1921)              | - Davie – erdelteriér - Old Ike – beran, v čele stáda - Puffins – kočka - Bruce – anglický bulteriér - několik zpěvných ptáků - Stádo ovcí, které na svém vrcholu čítalo 48 kusů. Staraly se „nejekologičtějším způsobem“ o trávník a jejich vlna byla prodávána ve prospěch Červeného kříže |
| Warren G. Harding (1921–1923)           | - Laddie Boy (26. července 1920 – 23. ledna 1929) – erdelteriér, první pes, kterému se pravidelně věnovaly noviny - Old Boy – anglický buldok - Petey – kanárek - Pete – veverka |
| Calvin Coolidge (1923–1929)             | - Rob Roy (1922–1928) a Prudence Prim – bílé kolie, pes a fena - Peter Pan – foxteriér drsnosrstý - Paul Pry – erdelteriér, polorodý bratr Hardingova Laddie Boye - Calamity Jane – sheltie - Tiny Tim a Blackberry – čau-čau - Ruby Rouch a Bessie – kolie - Boston Beans – americký buldok - King Cole – groenendael - Palo Alto – černobílý anglický setr, kterého Coolidge věnoval plukovníku Starlingovi, vedoucímu kanceláře tajné služby při Bílém domu - Rebecca – darovaná samice mývala, která byla zamýšlena jako večeře na Den díkůvzdání. První dáma Grace Coolidgeová pro ni místo toho dala postavit domek na stromě - Reuben – samec mývala, který měl dělat společnost Rebecce, brzy ale z pozemku Bílého domu zmizel - Ebeneezer – osel - Nip a Tuck – kanáři zelené barvy - Peter Piper a Snowflake – kanáři, Snowflake bílé barvy - Goldy – žlutý pták neznámého druhu - Do-Funny – vycvičený trupiál žlutooký, oblíbený pták první dámy - Enoch – husa neznámého druhu - Smoky – rys červený - Blacky a Tiger – kočky - Tax Reduction a Budget Bureau – lvíčata z Jižní Afriky - Billy – hrošík liberijský, celým jménem William Johnson Hippopotamus - klokan – brzy předaný zoo - malá antilopa – brzy předána zoo - Bruno – medvěd baribal z Mexika, brzy předán do zoo - třináct kachňat plemene americká pekingská kachna obdržených na Velikonoce, které se první dáma snažila chovat, než byla odeslána do zoo |
| Herbert Hoover (1929–1933)              | - Billy Possum – divoká vačice virginská, která se zabydlela v opuštěném stromovém domku po Rebecce a kterou Hooverovi „adoptovali“ a která se stala přechodně maskotem místní střední školy. Její jméno pravděpodobně odkazuje na přezdívku Williama Tafta - Caruso – harcký kanár - King Tut – belgický ovčák - Pat – německý ovčák - Big Ben a Sonnie – foxteriéři - Glen – kolie dlouhosrstá - Yukonan – kanadský eskymácký pes - Patrick – irský vlkodav - Eaglehurst Gillette – gordonsetr - Weegie – norský losí pes |
| Franklin D. Roosevelt (1933–1945)       | - Fala (7. dubna 1940 – 5. dubna 1952) – skotský teriér - Major – vysloužilý policejní německý ovčák, který byl kvůli několika pokousání přesunut do Rooseveltova domu v newyorském Hyde Parku - Meggie – skotský teriér - Winks – anglický setr - Tiny – bobtail - President – německá doga - Blaze – bullmastif |
| Harry S. Truman (1945–1953)             | - Feller – anglický kokršpaněl, kterého dostali Trumanovi jako štěně a brzy jej předali Trumanovu doktorovi - Mike – irský setr dcery Margaret, darován po několika měsících na farmu kvůli chatrnému zdraví |
| Dwight D. Eisenhower (1953–1961)        | - Gabby – papoušek - Heidi – výmarský ohař |
| John F. Kennedy (1961–1963)             | - Gaullie – pudl - Charlie – velšteriér - Tom Kitten – kocour - Robin – kanárek - Bluebell a Marybelle – papoušci - několik kachňat, která chovala pětiletá dcera Caroline. Kvůli Charliemu byla přemístěna do parku - Macaroni – pony - Tex – hnědy jakutský kůň - Leprechaun – connemarský pony, dar od irského prezidenta Éamona de Valera - Moe – dobrman - Billie a Debbie – pár křečků - Pušinka – štěně Strelky darované Nikitou Chruščovem - Shannon – anglický kokršpaněl - Wolf – křženec irského vlkodava a knírače - Clipper – německý ovčák - Butterfly, White Tips, Blackie, a Streaker – štěňata Pušinky a Charlieho - Sardar – kůň |
| Lyndon B. Johnson (1963–1969)           | - Him a Her – bíglové, pes a fena - Edgar – bígl - Blanco – bílá kolie dlouhosrstá - Freckles – bígl - Yuki – nalezený voříšek. Johnson bavil hosty Bílého domu vytím s Yukim - několik křečků a papoušíků |
| Richard Nixon (1969–1974)               | - Vicki – pudl - Pasha – jorkšírský teriér - King Timahoe – irský setr |
| Gerald Ford (1974–1977)                 | - Liberty (8. února 1974 – 1984) – zlatý retrívr, fena - Lucky – pes - Misty – štěně Liberty narozené v Bílém domě - Shan – siamská kočka dcery Susan |
| Jimmy Carter (1977–1981)                | - Grits – kříženec border kolie, dárek pro dceru Amy od její učitelky, brzy vrácen po incidentech s návštěvníky Bílého domu - Lewis Brown – afghánský chrt - Misty Malarky Ying Yang – siamská kočka dcery Amy |
| Ronald Reagan (1981–1989)               | - Lucky (4. října 1983 – 5. ledna 1995) – flanderský bouvier - Rex (16. prosince 1984 – 31. srpna 1998) – kavalír King Charles španěl - Victory – zlatý retrívr - Peggy – irský setr - Taca – sibiřský husky - Fuzzy – belgický ovčák - Koně (El Alamein (1971–1998), Nancy D, Baby, Little Man, No Strings a další) a želvovinové kočky (Cleo a Sara) na ranči Rancho del Cielo |
| George H. W. Bush (1989–1993)           | - Millie (12. ledna 1985 – 19. května 1997) – Anglický špringršpaněl, fena - Ranger (17. března 1989 – 10. dubna 1993) – jedno z Millieiných štěňat |
| Bill Clinton (1993–2001)                | - Socks (asi 1989 – 20. února 2009) – černobílý, původně toulavý, kocour - Buddy (7. srpna 1997 – 2. ledna 2002) – hnědý labradorský retrívr |
| George W. Bush (2001–2009)              | - Spot Fetcher (17. března 1989 – 21. února 2004) – anglický špringršpaněl (fena), štěně Millie Bushe staršího - Barney (30. září 2000 – 1. února 2013) – skotský teriér - Miss Beazley (28. října 2004 – 17. května 2014) – skotský teriér (fena), Bushův dárek manželce - India (13. července 1990 – 4. ledna 2009) – černá kočka |
| Barack Obama (2009–2017)                | - Bo (9. října 2008 – 8. května 2021) – portugalský vodní pes - Sunny (* 11. června 2012) – portugalský vodní pes, fena |
| Donald Trump (2017–2021)                | žádná zvířata |
| Joe Biden (2021–2025)                   | - Champ (11. listopadu 2008 – 19. června 2021) – německý ovčák - Major (* 17. ledna 2018) – z útulku adoptovaný německý ovčák. V roce 2021 se přesunul z Bílého domu nejdříve na výcvik a poté do jiné rodiny kvůli kousání - Commander (* 1. září 2021) – německý ovčák, darovaný Bidenovým bratrem jako štěně - Willow – šedá mourovatá kočka |
| Donald Trump (2025–)                    | žádná zvířata |